# Vilathikulam
Vilathikulam es una ciudad y nagar Panchayat situada en el distrito de Thoothukudi en el estado de Tamil Nadu (India). Su población es de 15277 habitantes (2011). Se encuentra a 39 km de Thoothukudi y a 99 km de Madurai.

## Demografía
Según el censo de 2011 la población de Vilathikulam era de 15277 habitantes, de los cuales 7681 eran hombres y 7596 eran mujeres. Vilathikulam tiene una tasa media de alfabetización del 88,58%, superior a la media estatal del 80,09%: la alfabetización masculina es del 93,79%, y la alfabetización femenina del 83,32%.